# Cenk Tosun
Cenk Tosun, né le 7 juin 1991 à Wetzlar en Allemagne, est un footballeur international turc qui évolue au poste d'attaquant à Fenerbahçe SK. Il est également de nationalité allemande.

## Biographie

### Carrière en club

#### Eintracht Francfort
Cenk Tosun commence sa carrière professionnelle à l'Eintracht Francfort, où il évolue principalement avec l'équipe réserves en Regionalliga. Sa seule apparition avec l'équipe première a lieu le 8 mai 2010, lors du dernier match de la saison 2009-2010 de Bundesliga, à la 75e minute, en remplacement de Martin Fenin, lors de la défaite 3-1 de son club face au VfL Wolfsburg.

#### Gaziantepspor
Il est transféré en janvier 2011 au club turc de Gaziantepspor.
Il fait sa première apparition le 3 février 2011 lors d'une rencontre de Coupe de Turquie face à Galatasaray, qui voit Gaziantepspor remporter la partie sur le score de 3-2, avec un doublé de Tosun. Trois jours plus tard, le joueur fait sa première apparition en championnat lors de la victoire 0-2 de son équipe sur la pelouse de Konyaspor.

#### Beşiktaş JK
En 2014, il est transféré au Beşiktaş JK.

#### Everton FC
Le 5 janvier 2018, Tosun s'engage pour quatre ans et demi avec l'Everton FC. Huit jours plus tard, il dispute son premier match avec les Toffees en étant titularisé face à Tottenham en Premier League (défaite 4-0). Le 3 mars 2018, Tosun inscrit son premier but avec Everton face à Burnley en championnat (défaite 2-1).

##### Prêt au Crystal Palace FC
Le 10 janvier 2020, Tosun est prêté à Crystal Palace jusqu'à la fin de la saison.
Tosun joue son premier match pour Palace le lendemain de son arrivée, entrant en jeu à la place de Max Meyer lors d'un nul 1-1 contre l'Arsenal FC. Le 18 janvier 2020, l'attaquant turc inscrit son premier but sous le maillot du club londonien à l'occasion d'un match de championnat contre Manchester City (2-2). Sérieusement blessé au genou lors d'un entraînement avec Crystal Palace début mars 2020, il est rappelé de son prêt par Everton afin de se faire opérer.

### En équipe nationale
Cenk Tosun est convoqué par Fatih Terim pour l'Euro 2016 en France.
Le 7 juin 2024, il figure dans la liste définitive des 26 joueurs sélectionnés par Vincenzo Montella pour disputer  l'Euro 2024. Le 26 juin, il offre le but de la victoire face à la Tchéquie dans le temps additionnel. Ce but est son tout premier en tournoi majeur.

### Controverses
Il effectue un salut militaire, à l'occasion d'une rencontre contre l’équipe d'Albanie en octobre 2019, en soutien à l’armée turque, laquelle avait commencé l’invasion des régions kurdes du nord de la Syrie.
Il utilise pour célébrer un but en janvier 2021 le geste de ralliement des Loups gris, une organisation paramilitaire d’extrême droite. Devant la polémique qui s'ensuit, il affirme qu’il ne connaissait pas l’existence des Loups gris avant de faire ce geste.

## Statistiques
| Saison                | Club                     | Championnat           | Championnat | Championnat | Coupe nationale | Coupe nationale | Coupe de la Ligue | Coupe de la Ligue | Supercoupe | Supercoupe | Compétition(s) continentale(s) | Compétition(s) continentale(s) | Compétition(s) continentale(s) | Turquie | Turquie | Total | Total |
| Saison                | Club                     | Division              | M.          | B.          | M.              | B.              | M.                | B.                | M.         | B.         | Comp.                          | M.                             | B.                             | M.      | B.      | M.    | B.    |
| 2009-2010             | Eintracht Francfort      | Bundesliga            | 1           | 0           | -               | -               | -                 | -                 | -          | -          | -                              | -                              | -                              | -       | -       | 1     | 0     |
| 2010-2011             | Gaziantepspor            | Süper Lig             | 14          | 10          | 4               | 2               | -                 | -                 | -          | -          | -                              | -                              | -                              | -       | -       | 18    | 12    |
| 2011-2012             | Gaziantepspor            | Süper Lig             | 32          | 7           | 1               | 1               | -                 | -                 | -          | -          | C3                             | 4                              | 0                              | -       | -       | 37    | 8     |
| 2012-2013             | Gaziantepspor            | Süper Lig             | 32          | 10          | 3               | 1               | -                 | -                 | -          | -          | -                              | -                              | -                              | -       | -       | 35    | 11    |
| 2013-2014             | Gaziantepspor            | Süper Lig             | 31          | 13          | 1               | 1               | -                 | -                 | -          | -          | -                              | -                              | -                              | 1       | 0       | 33    | 14    |
| Sous-total            | Sous-total               | Sous-total            | 109         | 40          | 9               | 5               | -                 | -                 | -          | -          | -                              | 4                              | 0                              | 1       | 0       | 123   | 45    |
| 2014-2015             | Beşiktaş JK              | Süper Lig             | 18          | 5           | 2               | 3               | -                 | -                 | -          | -          | C1+C3                          | 4+4                            | 0+1                            | 3       | 0       | 31    | 9     |
| 2015-2016             | Beşiktaş JK              | Süper Lig             | 29          | 8           | 8               | 7               | -                 | -                 | -          | -          | C3                             | 6                              | 2                              | 6       | 3       | 49    | 20    |
| 2016-2017             | Beşiktaş JK              | Süper Lig             | 33          | 20          | 1               | 0               | -                 | -                 | 1          | 0          | C1+C3                          | 6+6                            | 1+3                            | 11      | 2       | 58    | 26    |
| 2017-2018             | Beşiktaş JK              | Süper Lig             | 16          | 8           | 1               | 1               | -                 | -                 | 1          | 1          | C1                             | 6                              | 4                              | 4       | 3       | 28    | 17    |
| 2020-2021             | Beşiktaş JK (prêt)       | Süper Lig             | 3           | 3           | 2               | 0               | -                 | -                 | -          | -          | -                              | -                              | -                              | -       | -       | 5     | 3     |
| 2022-2023             | Beşiktaş JK              | Süper Lig             | 32          | 15          | 2               | 3               | -                 | -                 | -          | -          | -                              | -                              | -                              | -       | -       | 34    | 18    |
| 2023-2024             | Beşiktaş JK              | Süper Lig             | 34          | 6           | 5               | 3               | -                 | -                 | -          | -          | C4                             | 8                              | 2                              | 3       | 1       | 50    | 12    |
| Sous-total            | Sous-total               | Sous-total            | 165         | 65          | 19              | 13              | -                 | -                 | 2          | 1          | -                              | 40                             | 13                             | 28      | 9       | 254   | 101   |
| 2017-2018             | Everton FC               | Premier League        | 14          | 5           | -               | -               | -                 | -                 | -          | -          | -                              | -                              | -                              | 4       | 3       | 18    | 8     |
| 2018-2019             | Everton FC               | Premier League        | 25          | 3           | 2               | 1               | 2                 | 0                 | -          | -          | -                              | -                              | -                              | 9       | 2       | 38    | 6     |
| 2019-2020             | Everton FC               | Premier League        | 5           | 1           | -               | -               | 3                 | 0                 | -          | -          | -                              | -                              | -                              | 4       | 3       | 12    | 4     |
| 2020-2021             | Everton FC               | Premier League        | 5           | 0           | 1               | 1               | 1                 | 0                 | -          | -          | -                              | -                              | -                              | 3       | 2       | 10    | 3     |
| 2021-2022             | Everton FC               | Premier League        | 1           | 0           | 1               | 0               | -                 | -                 | -          | -          | -                              | -                              | -                              | 2       | 0       | 4     | 0     |
| Sous-total            | Sous-total               | Sous-total            | 50          | 9           | 4               | 2               | 6                 | 0                 | -          | -          | -                              | -                              | -                              | 22      | 10      | 82    | 21    |
| 2019-2020             | Crystal Palace FC (prêt) | Premier League        | 5           | 1           | -               | -               | -                 | -                 | -          | -          | -                              | -                              | -                              | -       | -       | 5     | 1     |
| 2024-2025             | Fenerbahçe SK            | Süper Lig             | 12          | 1           | 2               | 1               | -                 | -                 | -          | -          | C1+C3                          | 1+4                            | 0                              | 0       | 0       | 19    | 2     |
| 2025-2026             | Fenerbahçe SK            | Süper Lig             | 1           | 0           | 0               | 0               | -                 | -                 | -          | -          | C1                             | 1                              | 0                              | 0       | 0       | 2     | 0     |
| Sous-total            | Sous-total               | Sous-total            | 13          | 1           | 2               | 1               | 0                 | 0                 | -          | -          | -                              | 6                              | 0                              | 0       | 0       | 21    | 2     |
| Total sur la carrière | Total sur la carrière    | Total sur la carrière | 343         | 116         | 34              | 21              | 6                 | 0                 | 2          | 1          | -                              | 49                             | 13                             | 50      | 19      | 484   | 170   |

## Palmarès

### En club
- Beşiktaş JK
  - Championnat de Turquie en 2016, 2017 et 2021.
  - Coupe de Turquie en 2021 et 2024.